# Deep Space Optical Communications

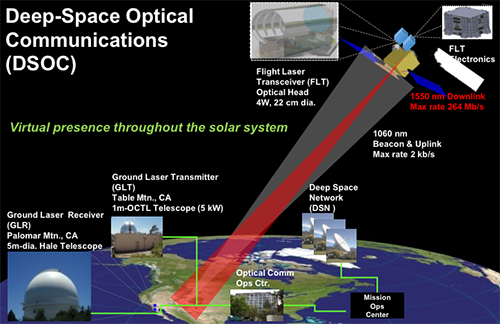
Schéma de fonctionnement du DSOC.

Deep Space Optical Communications, le plus souvent désigné par son acronyme DSOC, est un système de communications spatial reposant sur un système optique (laser) installé à bord de la sonde spatiale Psyché développée par la NASA qui a été  lancé en octobre 2023. Cet équipement expérimental doit contribuer à la mise au point d'un système de communication optique opérationnel capable de transmettre des données à très grandes distances (jusqu'à l'orbite de Mars soit plusieurs centaines de millions de kilomètres). La phase d'expérimentation de ce nouvel équipement doit s'échelonner entre 2023 et 2025 durant le transit de la sonde spatiale entre la Terre et sa destination. Si cette expérience aboutit à des résultats positifs des équipements opérationnels de ce type pourront être installés à bord des futures missions d'exploration du système solaire permettant la transmission de volumes de données beaucoup plus importants que les systèmes existants reposant sur les ondes radio.

## Contexte

### Apport de la technique des télécommunications optiques pour les missions d'exploration du système solaire
Le débit des liaisons entre un engin spatial et la Terre diminue proportionnellement au carré de la distance. Mais le volume des données recueillies par les missions d'exploration du Système solaire, lui, tend à croître du fait de la résolution croissante des instruments et de la nécessité de disposer d'images haute définition pour piloter certaines opérations. Les télécommunications optiques spatiales (laser) constituent une nouvelle technique de communication en cours d'expérimentation depuis deux décennies qui pourrait permettre, théoriquement, de répondre aux besoins croissants des missions spatiales explorant des zones éloignées du système solaire. L'étroitesse du faisceau optique émis par le laser permet un étalement beaucoup plus réduit de celui-ci à sa réception sur Terre tandis que la fréquence très élevée du signal (par rapport à une onde radio) permet de transmettre beaucoup plus d'informations. Si l'utilisation de cette technique est désormais opérationnelle sur l'orbite terrestre basse pour des liaisons inter-satellites (ERDS, Starlink), son utilisation opérationnelle par des missions circulant loin de la Terre nécessite de lever deux obstacles majeurs : d'une part la complexité de la détection d'un signal optique à haute fréquence fortement atténué à grande distance qui nécessite de pouvoir identifier des photons individuels et d'autre part le pointage de l'émetteur embarqué à bord du vaisseau spatial qui doit être beaucoup plus précis que dans le cas d'un émetteur radio du fait de l'étroitesse du faisceau émis.

### Expériences précédentes
Au sein de l'agence spatiale américaine, la NASA, le Jet Propulsion Laboratory  met au point depuis plusieurs décennies des équipements de télécommunications optiques spatiales. Plusieurs d'entre eux ont été testés en vol avec succès, mais à des distances relativement modestes. La distance la plus importante a été réalisée par l'expérience LLCD embarquée à bord de la sonde spatiale LADEE circulant en orbite lunaire à 350 000 kilomètres de distance de la Terre.

## L'expérience DSOC
L'expérience DSOC est développée à compter de 2014 par l'agence spatiale américaine, la NASA, dans le cadre de son programme Discovery. Elle consiste à tester une liaison optique à des distances atteignant allant 2,5 unités astronomiques (environ 390 millions de kilomètres) et se traduisant par un signal un million de fois plus faible que dans le cas de l'expérience LLCD embarquée à bord de la sonde spatiale LADEE. Pour ce faire un terminal optique est installé à bord de la mission  Psyché lancée en octobre 2023 à destination d'un astéroïde de la ceinture des astéroïdes au-delà de l'orbite de la planète Mars. Les objectifs de cette expérience sont :
- Développer les technologies nécessaires aux télécommunications optiques dans l'espace lointain.
- Réaliser une démonstration technologie permettant de réduire le risque à la mise en œuvre opérationnelle de cette nouvelle technologie sur de futures missions d'exploration du système solaire.
- Démontrer que cette technologie permet d'accroitre d'une facteur supérieur à 10 le débit sur la liaison descendante (Vaisseau vers Terre) par rapport aux techniques de communication radio existantes les plus performantes à masse et énergie consommée équivalentes.
- Ouvrir la voie pour de nouvelles applications dans le domaine de la science optique.

L'objectif final est la réalisation de systèmes de transmission optique permettant un débit de 10 mégabits/seconde au niveau de l'orbite de Saturne et de 250 kilobits/seconde au niveau de l'orbite de Neptune. Une des difficultés est qu'au dela de l'orbite de Saturne, le pointage et le maintien du pointage devra se faire sans disposer utiliser le guidage par un émetteur laser terrestre.

## Caractéristiques techniques

### Équipement installé à bord de la sonde spatiale Psyché

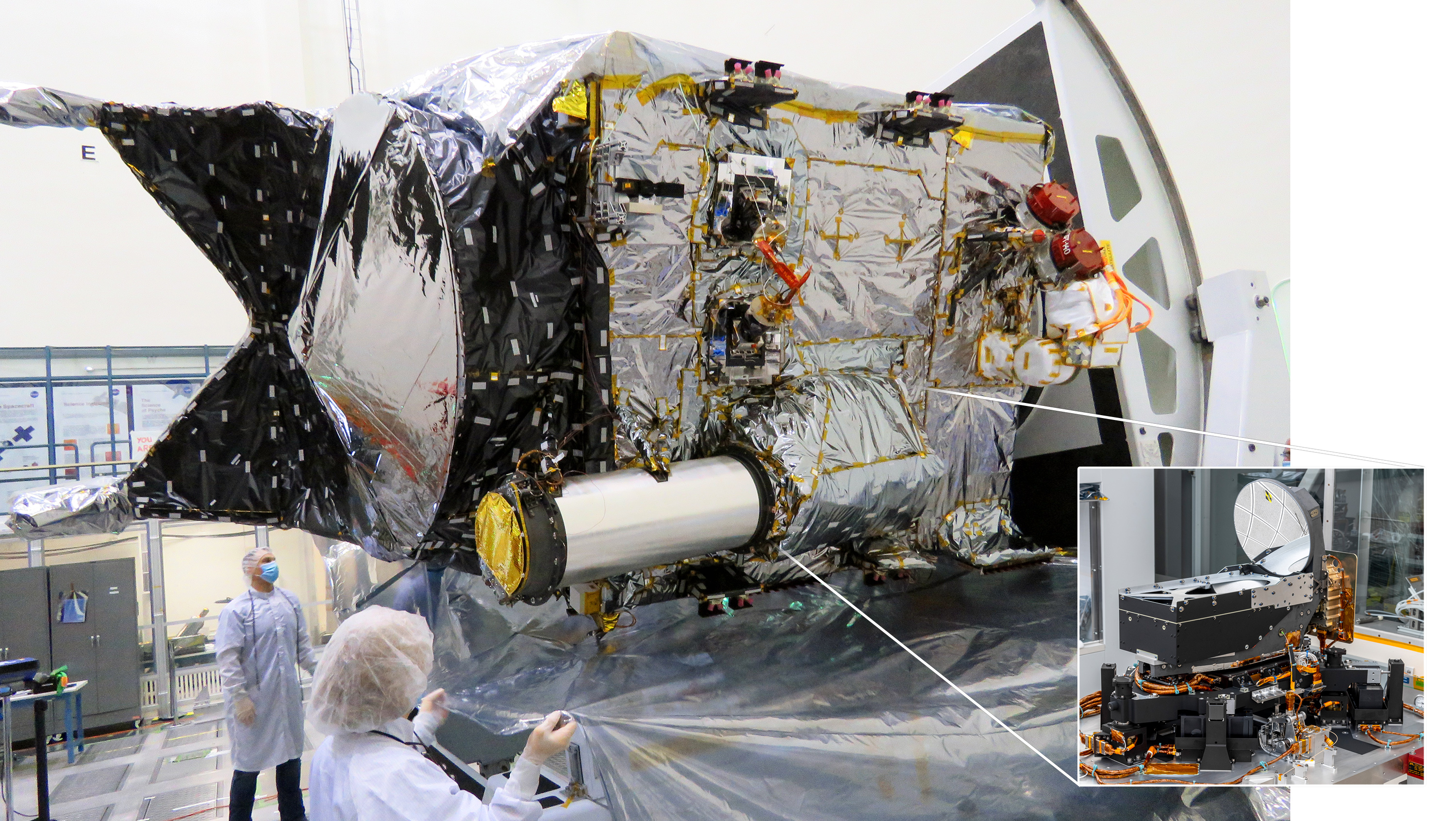
Le système de communications DSOC installé sur la sonde spatiale Psyche dans la salle blanche du Jet Propulsion Laboratory. Il comprend le long pare-soleil cylindrique et le boitier situé dans son prolongement qui est détaillé dans la fenêtre en bas à droite.

L'équipement installé à bord de la sonde spatiale Psyché comprend un émetteur, le FLT (Flight Laser Transceiver), qui est constitué d'un laser d'une puissance de 4 W émettant dans la longueur d'onde de 1 550 nanomètres (proche infrarouge) et un télescope de 22 centimètres de diamètre utilisé pour émettre et recevoir les signaux optiques. Sur la liaison descendante (en direction de la Terre), le système permet un débit compris entre 0,2 et 200 millions kilobits par second. Ce débit décroit avec la distance entre la sonde spatiale et la Terre : 20 mégabits par seconde à 0,5 Unité Astronomique (environ 75 millions kilomètres), 7,5 mégabits/s à 1 U.A., 1 mégabit/s à 2 U.A., 0,3 mégabits/s à 2,5 U.A.. Les signaux sont émis en utilisant la technique de la modulation d'impulsions en position (PPM). 7 bits de données sont codés dans un symbole PPM de {\displaystyle 2^{M}} transitions possibles dans le temps. Ceci est répété chaque T secondes, ce qui permet d'atteindre un débit binaire égal à M/T. M peut être fixé à une valeur comprise entre 16 et 128 ce qui permet de privilégier soit la puissance du signal soit le débit. Chaque modulation élémentaire a une durée qui peut être comprise entre 0,5 et 8 nanosecondes. Chaque symbole est séparé du suivant par des bits de protection qui représentent environ 25% du temps de transmission. La caméra PCC (Photon Counting Camera) embarquée à bord de Psyché est chargée de capter les photos des signaux optiques émis par la Terre dont la puissance est réduite à moins de ~100 femtowatts lorsque la sonde spatiale est située à 390 millions de kilomètres de la Terre.
Le système d'émission et de réception optique de l'engin spatial est fixé sur une structure qui peut être pointée avec précision vers la Terre indépendamment du système de contrôle d'attitude de l'engin spatial. Le banc optique est fixé à une plateforme orientable avec 6 degrés de liberté. Ce dispositif est utilisé d'une part pour établir la liaison en localisant précisément la source du laser émis par la station terrienne et d'autre part pour maintenir la ligne de visée durant la session de communication en réduisant les différentes sources altérant le pointage (vibrations, déplacement relatif à la Terre,...). L'axe de l'antenne parabolique grand gain bande X (système de télécommunications primaire), qui est fixe, est parallèle à l'angle de visée par défaut du système optique, ce qui permet d'utiliser les deux systèmes simultanément et optimise ainsi les temps d'arrêt de la propulsion (lors des sessions de communications les moteurs ne peuvent fonctionner, car la sonde spatiale doit pointer ses antennes vers la Terre).

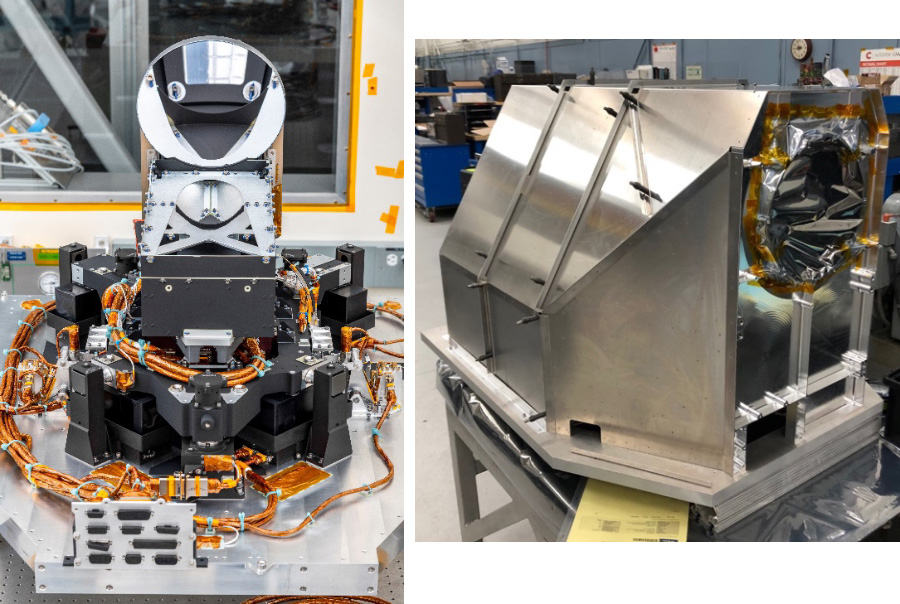
Équipement DSOC de la sonde spatiale. A gauche le banc optique qui comprend notamment le miroir primaire et la plateforme montée sur des plots mobiles permettant d'ajuster le pointage avec 6 degrés de liberté. A droite l'enveloppe du banc optique.

### Installations terrestres
Deux stations terriennes sont utilisées pour les tests de la liaison optique entre la sonde spatiale Psyché et la Terre, :
- Le GLR (Ground Laser Receiver) utilise le télescope Hale de 5,1 mètres de diamètre de l'observatoire du Mont Palomar (Californie) pour réceptionner les photons émis par l'expérience DSOC et transformer les signaux optiques en signaux électriques. A cet effet une caméra PCC (Photo Counting Camera) est équipée d'un détecteur SNSPD (Superconducting Nanowire Single Photon Detectors) développé par le laboratoire MDL (Microdevices Laboratory) du Jet Propulsion Laboratory et le laboratoire Lincoln du MIT. Ce détecteur est suffisamment sensible pour détecter l'arrivée d'un photon unique (lorsque l'émetteur est très éloigné de la Terre) mais il peut également traiter la réception d'un très grand nombre de photons (plus d'un milliard par seconde) lorsque l'émetteur est proche de la Terre. Pour interpréter correctement le message émis, il est capable de déterminer l'heure d'arrivée des photons avec une précision supérieure à 100 picosecondes. Pour détecter des photons individuels le détecteur, qui comprend 64 pixels, est immergé dans un cryostat qui maintient sa température à une valeur inférieure à 1 kelvin (très proche du zéro absolu) qui permet la supraconductivité[9].
- Le GLT (Ground Laser Transmitter) de l'Observatoire de Table Mountain (Californie) remplit deux fonctions : il émet un rayon laser d'une puissance de 5 kilowatts et de longueur d'onde 1 064 nanomètres pour permettre à l'émetteur (FLT) à bord de Psyché d'affiner son pointage et le même laser est utilisé pour transmettre des données à la sonde spatiale (liaison montante) avec un débit d'environ 1,6 kbit/s.

Détecteur de photons SNSPD installé dans le plan focal du télescope Hale du Mont Palomar
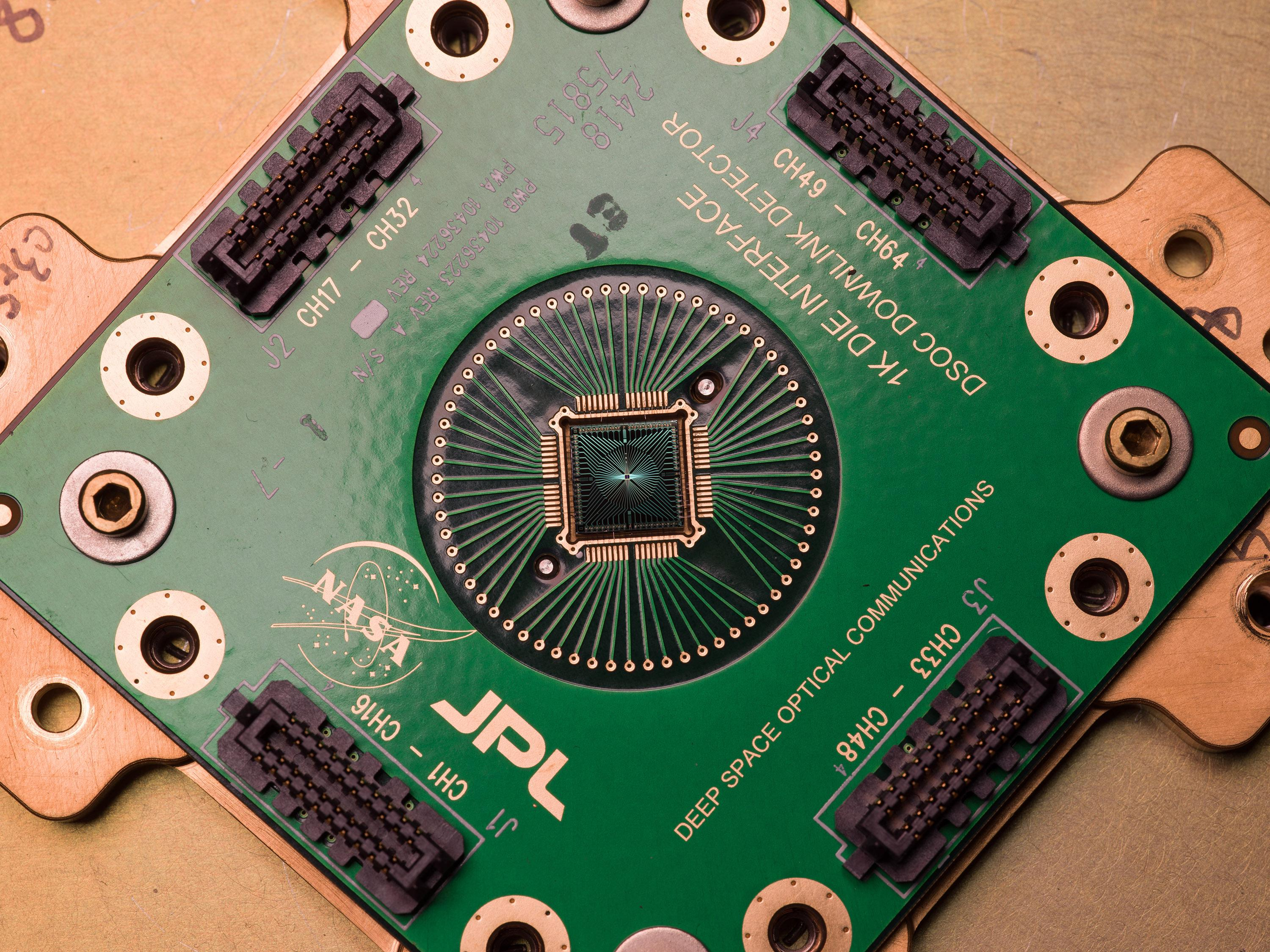
Le détecteur SNSPD monté sur son support.
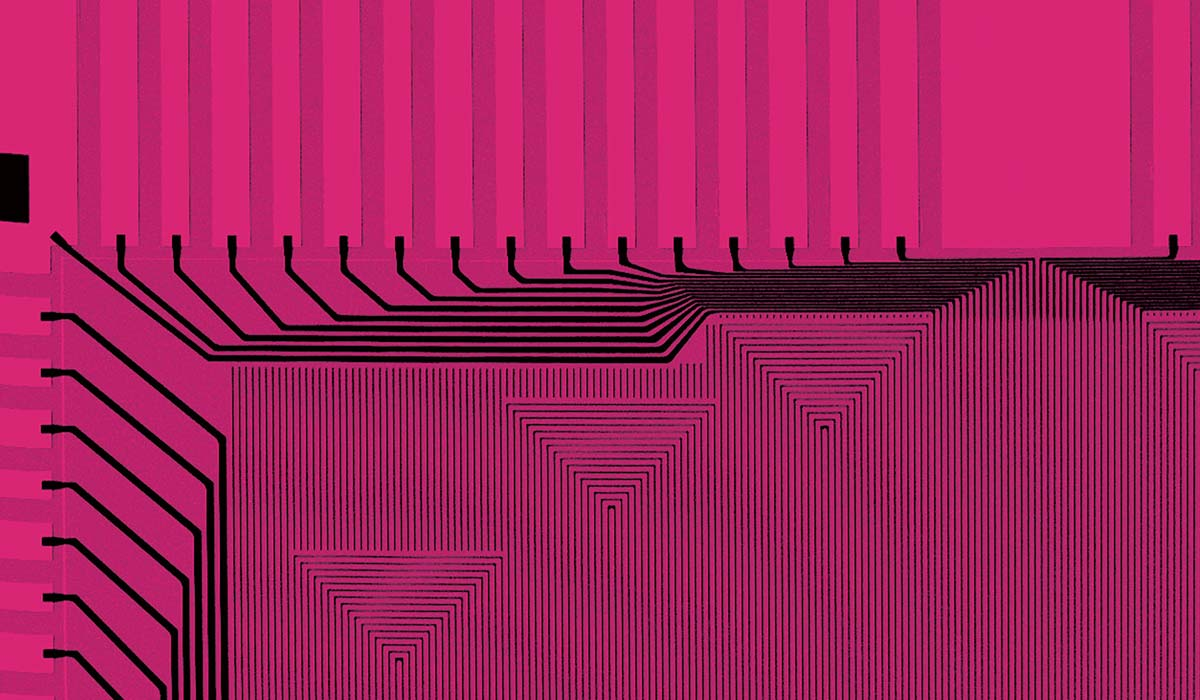
Détail du détecteur.

## Déroulement des tests de liaison optiques

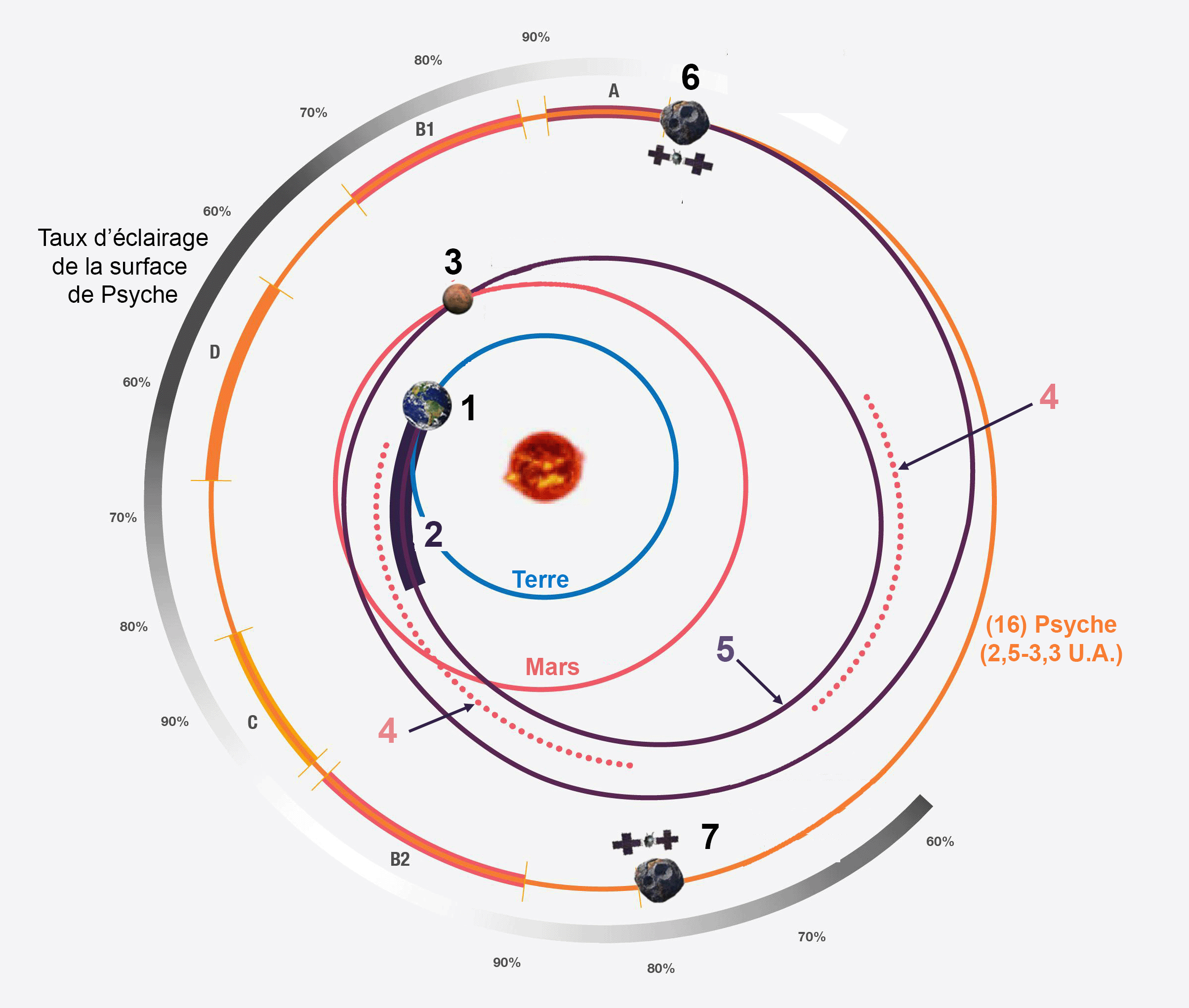
Les tests de DSOC sont échelonnés durant le transit de la sonde spatiale Psyché entre la Terre et sa destination au delà de l'orbite de la planète Mars. Sur ce schéma représentant la trajectoire de Psyché (tracé de couleur mauve) les phases de test de DSOC sont représentées par des petits points roses (annotés 4).

Les tests de l'équipement DSOC doivent débuter environ 20 jours après le lancement de la sonde spatiale Psyché qui a eu lieu le 13 octobre 2023. Durant cette première phase le système est vérifié et étalonné. Environ 50 jours après le lancement une première tentative de liaison optique débute. Elle s'achève en juin 2024. Une deuxième phase de test débute en janvier 2025 et s'achève en octobre 2025 donc bien avant l'arrivée de la sonde spatiale à sa destination prévue en 2029. Les tests seront effectués jusqu'à une distance de 390 millions de kilomètres. L'équipement DSOC ne sera pas utilisé pour transmettre les données recueillies par les instruments de la sonde spatiale.
Les objectifs assignées à l'expérience DSOC sont :
- Durant la phase initiale d'étalonnage démontrer que le terminal optique embarqué et le terminal optique sur Terre peuvent verrouiller mutuellement leurs signaux laser.
- Démontrer que les débits prévus sur la liaison descendante (Psyché vers Terre) peuvent être atteints aux distances croissantes de la sonde spatiale par rapport à la Terre.
- Démontrer le fonctionnement de la liaison montante (Terre vers Psyché) jusqu'à une distance de 1 Unité Astronomique de la Terre (150 millions de kilomètres).
- Réaliser des tests de liaison optiques durant les deux années suivant le lancement de Psyché à raison d'un test par semaine.

## Test d'interopérabilité par l'Agence spatiale européenne

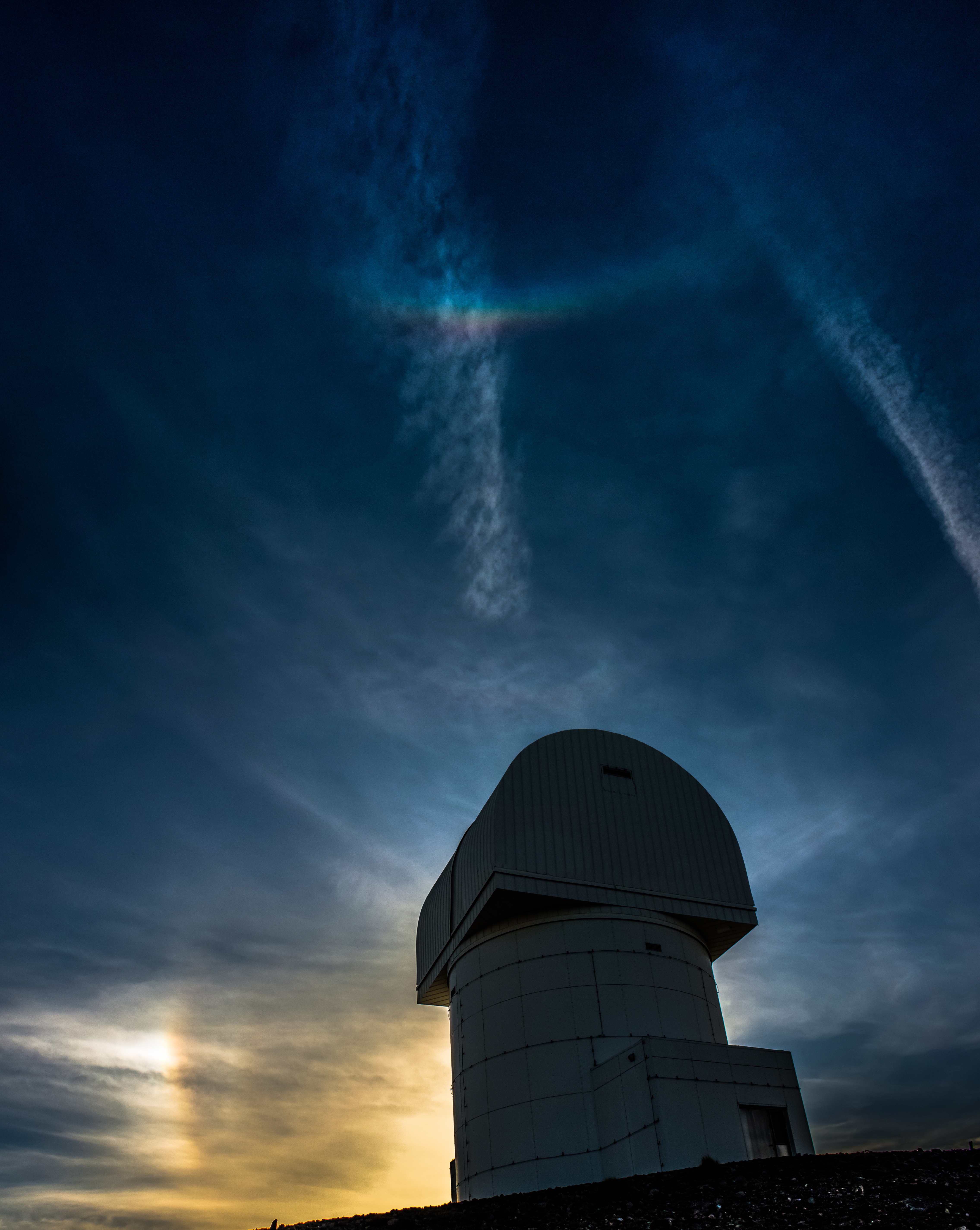
L'observatoire grec Atistarque a été équipé par l'Agence spatiale européenne pour valider les protocoles de communication optique standard en réalisation des sessions de communication avec l'équipement DSOC.

L'Agence spatiale européenne (ESA) participe au projet DSOC dans le but de tester la compatibilité de son infrastructure au sol avec celle de la NASA pour les liaisons optiques avec de futures missions interplanétaires et de valider les protocoles de communication optiques recommandés par le Comité Consultatif pour les Systèmes de Données Spatiales et définis dans son livre bleu. Dans ce but l'ESA a équipé le télescope Aristarque avec des équipements optiques similaires à ceux des stations terriennes utilisées par la NASA pour cette expérience. Le télescope Atistarque de type Ritchey-Chretien, qui a été mis en service en 2007, dispose d'un miroir primaire de 2,3 mètres de diamètre, a une précision de pointage de 2 secondes d'arc et peut maintenir son pointage vers un objet observé avec une précision inférieure à une fraction d'une seconde d'arc durant une heure. Cet observatoire se trouve dans le massif du Chelmós en Grèce au nord du Péloponnèse à une altitude de 2340 mètres. Situé dans une des régions d'Europe subissant le moins de pollution lumineuse, il devrait être utilisable durant 53% du temps en été mais durant seulement 25% en hiver du fait d'un accroissement de la nébulosité, de l'humidité et du vent en cette saison. Les équipements installés pour ces tests comprennent des lasers ayant une puissance combinée de 7 kW et émettant en proche infrarouge (1064 nm) qui sont utilisés pour le verrouillage du pointage de Psyché dans la direction de la station européenne et pour la transmission de données sur la liaison montante, un détecteur SNSPD placé dans le plan focal du télescope et chargé de collecter les photons émis par la liaison descendante et un modem chargé de convertir les signaux électriques en signaux optiques. Les tests de liaison optique avec Psyché devraient avoir lieu en 2025. La taille nettement plus faible du miroir primaire de l'observatoire européen comparé à celui de l'observatoire Palomar (5 mètres) rend beaucoup plus difficile la réception des signaux optiques. La fonctionnalité de pointage doit être testée au préalable en utilisant pour la réception le satellite géostationnaire Alphasat de l'Agence spatiale européenne placé en orbite en 2013.